# NGC 6220
NGC 6220 (другие обозначения — UGC 10541, ZWG 25.4, NPM1G -00.0524, PGC 58979) — галактика в созвездии Змееносец.
Этот объект входит в число перечисленных в оригинальной редакции «Нового общего каталога».